# Nitokra tau
Nitokra tau is een eenoogkreeftjessoort uit de familie van de Ameiridae. De wetenschappelijke naam van de soort is voor het eerst geldig gepubliceerd in 1881 door Giesbrecht.